# De dreigende planeet
De dreigende planeet (Pools: Astronauci) is een sciencefictionroman uit 1951 van de Poolse schrijver Stanisław Lem. Dit was de debuutroman van de schrijver.

## Verhaal
In het jaar 2003 onder een communistisch regime is men bezig aan grote mechanische projecten zoals de bouw van een hydro-energieplantage nabij de Straat van Gibraltar en de irrigatie van de Sahara. Men heeft de mogelijkheden het klimaat te controleren en Antarctica wordt ontdooid door middel van nucleaire kunstmatige zonnen. Men ontdekt een vreemd object met buitenaardse data uit van een ruimteschip, afkomstig van Venus. Daarin staat dat die planeet vernietigd zal worden door radioactieve krachten. De aardbewoners besluiten daarom een ruimteschip naar Venus te sturen om dit te onderzoeken. 